# Weekend (堀江美都子のアルバム)
「Weekend」（ウィークエンド）は、堀江美都子の4枚目のオリジナル・アルバム（LP盤）。1984年1月21日に日本コロムビアより発売されている。

## 収録曲
1. 恋人達の明日 [4:21]
作詞・作曲：大貫妙子、編曲：飛澤宏元
2. 黄昏ドライブイン [4:00]
作詞・作曲：つのだひろ、編曲：馬飼野康二
3. 美しい秘密 [3:29]
作詞・作曲：大貫妙子、編曲：馬飼野康二
4. アフェア・オブ・ザ・ハート [3:30]
日本語詞：嶺岸未来、作曲：R.Bruno・E.Schwartz、編曲：馬飼野康二
5. 泣きたいほどの海 [3:21]
作詞：門谷憲二、作曲：西島三重子、編曲：矢野立美
6. 白日夢・DAY DREAM [3:21]
作詞・作曲：松任谷由実、編曲：矢野立美
7. チャンス [4:05]
作詞・作曲：大貫妙子、編曲：飛澤宏元
8. 愛はロンリー・ウィークエンド [2:48]
日本語詞：大貫妙子、作曲：Nick Karvelas、編曲：矢野立美
9. 弱虫ママ [3:19]
作詞：清水静江・倉田良江、作曲：古田喜昭、編曲：馬飼野康二
10. Coffee [3:48]
作詞：杉信香・吉岡治、作曲：西直樹、編曲：馬飼野康二